# ERally Iceland
L'eRally Iceland è una competizione automobilistica riservata a veicoli alimentati tramite fonti di energia alternativa e inserita dal 2018 nel calendario della FIA E-Rally Regularity Cup.

## Albo d'oro
| Edizione     | 1º posto                                                                   | 2º posto                                                                      | 3º posto                                                              |                |
| ------------ | -------------------------------------------------------------------------- | ----------------------------------------------------------------------------- | --------------------------------------------------------------------- | -------------- |
| 2018         | Didier Malga (pilota) Anne-Valérie Bonnel (co-pilota)                      | Fuzzy Kofler (pilota) Franco Gaioni (co-pilota)                               | Kristjan Einar Kristjansson (pilota) Haukur Vidar Jonsson (co-pilota) |                |
| 2018         | Renault Zoe                                                                | Tesla S                                                                       | Toyota Mirai                                                          |                |
| 2019         | Artur Prusak (pilota) Thierry Benchetrit (co-pilota)                       | Didier Malga (pilota) Anne-Valérie Bonnel (co-pilota)                         | Guido Guerrini (pilota) Emanuele Calchetti (co-pilota)                |                |
| 2019         | Nissan Leaf                                                                | Renault Zoe                                                                   | Audi e-tron                                                           |                |
| 2020         | Artur Prusak (pilota) Thierry Benchetrit (co-pilota)                       | Rebekka Helga Pálsdóttir (pilota) Auður Pálsdóttir (co-pilota)                | Guido Guerrini (pilota) Francesca Olivoni (co-pilota)                 |                |
| 2020         | Opel Corsa E                                                               | MG ZS EV                                                                      | Volkswagen e-Golf                                                     |                |
| 2021         | Gunnlaugur Steinar Guðmundsson (pilota) Patrekur Atli Njálsson (co-pilota) | Didier Malga (pilota) Anne-Valérie Bonnel (co-pilota)                         | Hákon Darri Jökulsson (pilota) Hinrik Haralddon (co-pilota)           |                |
| 2021         | Volkswagen ID.4                                                            | Peugeot e208                                                                  | Tesla Model 3                                                         |                |
| 2022         | Gara annullata                                                             | Gara annullata                                                                | Gara annullata                                                        | Gara annullata |
| 2024         | Michal Žďárský (pilota) Jakub Nábělek (co-pilota)                          | Shirley María Fernández Bellas (pilota) Antonio Fernández Basanta (co-pilota) | Kalin Dedikov (pilota) Georgi Pavlov (co-pilota)                      |                |
| Hyundai Kona | Hyundai Kona                                                               | Kia eNiro                                                                     |                                                                       |                |